# Courville-sur-Eure
Courville-sur-Eure är en kommun i departementet Eure-et-Loir i regionen Centre-Val de Loire strax norr om centrala Frankrike. Kommunen ligger i kantonen Courville-sur-Eure som tillhör arrondissementet Chartres. År 2022 hade Courville-sur-Eure 2 802 invånare.

## Befolkningsutveckling
Antalet invånare i kommunen Courville-sur-Eure
Referens:INSEE